# جزیره کینگ (ساسکاچوان)
جزیره کینگ (به انگلیسی: King Island) یک جزیره غیر مسکونی در کانادا است که در ساسکاچوان واقع شده‌است.